# Congregación para los trabajadores cristianos de San José de Calasanz
La Congregación para los trabajadores cristianos de San José de Calasanz (en Latín Congregatio pro operariis christianis a Sancto Iosepho Calasanctio, en Alemán Kalasantiner-Kongregation) es un Instituto de vida consagrada de derecho pontificio fundado por Anton María Schwartz el 24-11-1889.
Los miembros de esta congregación clerical son conocidos popularmente Kalasantiner y posponen a su nombre las siglas C. Op.

## Historia

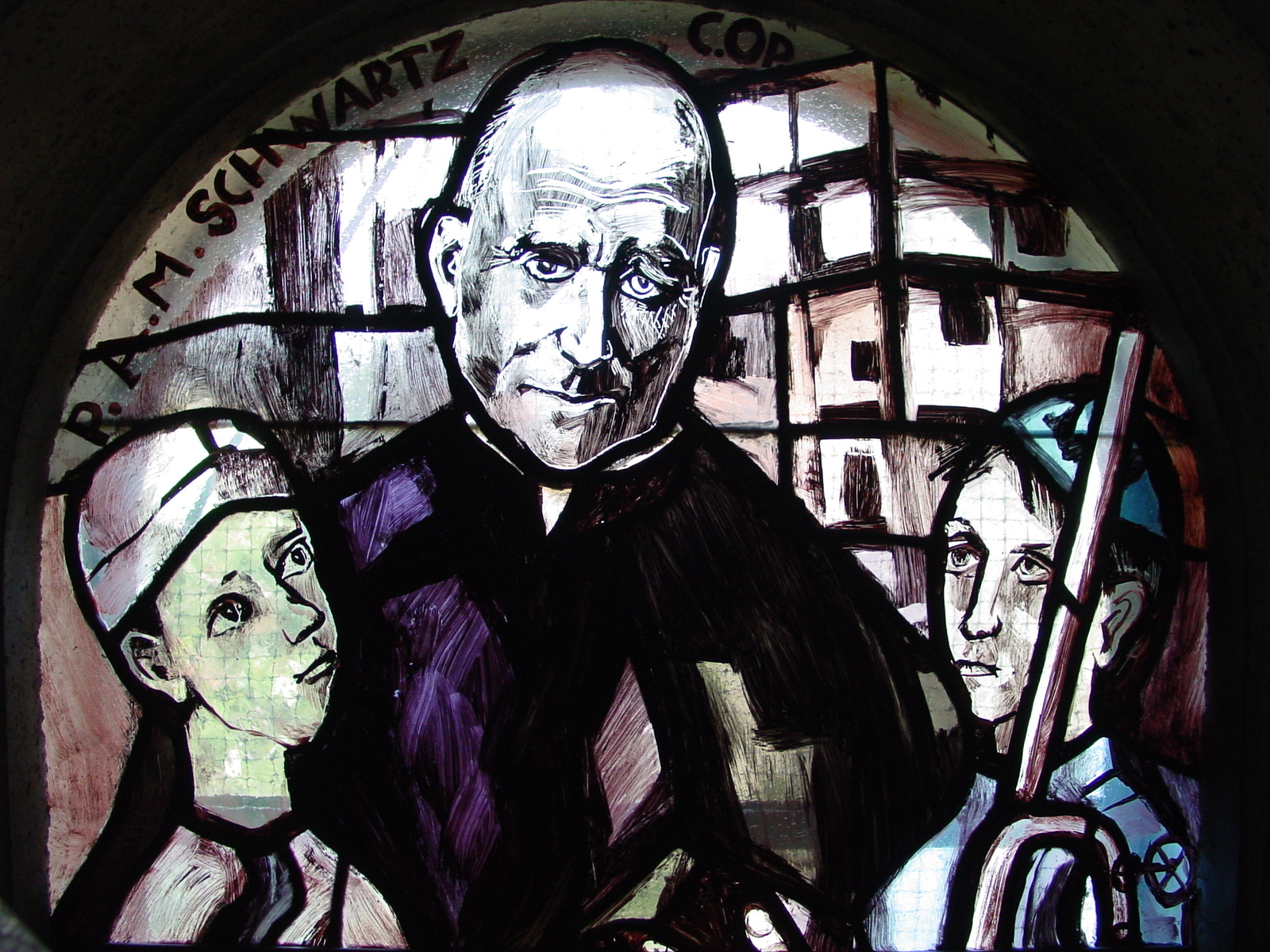
Anton Maria Schwartz, fundador de la congregación

La congregación fue fundada por el sacerdote austriaco Anton Maria Schwartz (1852–1929): director espiritual de una asociación de quince miembros, surgida en Viena en 1882 para dar asistencia y una educación religiosa a jóvenes trabajadores, el 24 de noviembre de 1889, con la autorización del arzobispo de Viena, donde inició una congregación de sacerdotes que continuase la obra.
El instituto recibió el pontificio decretum laudis el 3 de febrero de 1926 y fue aprobado definitivamente por la Santa Sede el 16 de mayo de 1939. Tienen tres votos comunes o todos los religiosos y los Kalasantier o Calasancios suman otro más que es el voto de trabajar a favor de los obreros.
El fundador fue beatificado en Viena el 21 de junio de 1998 por el papa Juan Pablo II.

## Actividades y difusión
El fin de los Calasantini es el apostolado entre los trabajadores, sobre todo entre los más jóvenes; organizando encuentros dominicales y oratorios y dedicándose a la realización de otras obras pastorales en los centros de trabajo y a la enseñanza de la religión en sus escuelas profesionales.
Están presentes en Austria (en Vienna, en Baja Austria, en Estiria) en Brasil (Nova Iguaçu); la sede General se encuentra en Vienna.
El 31 de diciembre de 2005, la congregación contaba con 40 religiosos (26 de los cuales eran sacerdotes) distribuidos en 8 casas.